# Félix Denayer
Pour les articles homonymes, voir Denayer.
Ne doit pas être confondu avec Félix Denayer (peintre).
Félix Denayer, né le 31 janvier 1990, est un joueur de hockey sur gazon international belge évoluant au poste de milieu de terrain au KHC Dragons.

## Palmarès
- Vainqueur de la Coupe du monde de hockey sur gazon 2018
- 2e aux Jeux olympiques d'été de 2016